# چار منار (ازبکستان)
چار منار (ازبکی Chor Minor) که با نام مدرسه خلیف نیازکل نیز نامیده می‌شود، دروازه‌خانه تاریخی مدرسه‌ای اکنون نابود شده در شهر تاریخی بخارا در ازبکستان است. این سازه به عنوان یک بنای میراث فرهنگی حفاظت شده، و همچنین بخشی از میراث جهانی یونسکو در مرکز تاریخی بخارا است. نام چار منار به فارسی بوده و به وجود چهار مناره در این سازه اشاره دارد.

## تاریخچه
این سازه در قرن نوزدهم میلادی در زمان حکومت جانی‌ها توسط خلیف نیازکل، یک بخارایی ثروتمند با اصلیت ترکمن ساخته شد. این سازه که دارای چهار برج است گاهی به اشتباه دروازه ورودی مدرسه‌ای که در گذشته در پشت آن قرار داشت قلمداد می‌شود، اما چهار منار در اصل مجموعه‌ای از ساختمان‌ها با دو کارکرد مختلف تشریفاتی آیینی و پناهگاه است. در اصل، این سازه بخشی از مجموعه مدرسه بوده که اکنون تخریب شده‌است. این ساختمان هیچ‌گونه مشابهی در معماری بخارا ندارد، و مشخص نیست موارد الهام‌بخش یا انگیزه نیازکل چه بوده‌است.

## معماری
بنای اصلی یک مسجد است. علی‌رغم شکل ظاهری غیرمعمول آن، این بنا فضای داخلی معمول یک مسجد آسیای میانه را داراست. به دلیل وجود قبه در بنا، اتاق از خواص آکوستیک خوبی برخوردار است و بنابراین اهمیت ویژه‌ای به عنوان «ذکرخانه» دارد، که مکانی است برای مراسم تشریفاتی «ذکر» صوفیان، که اغلب شامل خواندن قرآن، آواز خواندن و نواختن موسیقی است. در هر دو سمت ساختمان مرکزی اتاق‌های مسکونی قرار دارد که برخی از آنها تخریب شده و فقط پی آنها قابل مشاهده‌است. در نتیجه، مدرسه برای کامل بودن فقط به کلاس درس و برخی اتاق‌های خدماتی نیاز داشته‌است. اما عموماً مدارس اتاق سخنرانی نداشتند یا حتی اگر داشتند، هیچ سخنرانی‌ای در آنها برگزار نمی‌شد. این مدرسه‌ها به عنوان آسایشگاه طلبگی به کار گرفته می‌شدند.
در سمت راست چار منار استخری وجود دارد که احتمالاً با بقیه مجموعه بنا هم‌دوران است. چار منار اکنون عمدتاً توسط خانه‌ها و مغازه‌های کوچک در حاشیه آن احاطه شده‌است.

### برج‌ها
برج‌های چار منار مناره نیستند و صرفاً کاربرد تزئینی داشته‌اند. سه برج به عنوان انبار مورد استفاده قرار می‌گرفتند، و دیگری دارای یک راه‌پله است که به طبقه بالا می‌رسد. بر روی همه آنها گنبدهایی قرار دارد که با کاشی آبی پوشانده شده‌اند. هر یک از چهار برج موتیف تزئینی متفاوتی را داراست. برخی ادعا می‌کنند المان‌های تزئینی نمایانگر چهار دین شناخته شده در آسیای میانه هستند. نقشی از یک صلیب، یک موتیف ماهی مسیحی، و یک چرخ-دعای بودایی در کنار موتیف‌های زرتشتی و اسلامی دیده می‌شوند.
در سال ۱۹۹۵، یک نهر زیرزمینی باعث فروریختن یکی از چهار برج شد و کمک‌های اضطراری توسط یونسکو تحت صندوق میراث جهانی درخواست و اعطا شد. اگرچه این تخریب منجر به ناپایداری کل سازه شد، اما مقامات تلاش کردند که اطلاع‌رسانی دربارهٔ این فاجعه را به حداقل برسانند. بدون هیچ توضیحی این ساختمان از لیست دیدنی‌ها ناپدید شد و پس بازسازی باعجله برج «با استفاده از مصالح ساختمانی غیرسنتی، مانند سیمان کم‌کیفیت و فولاد» چار منار به عنوان یکی از محبوبترین دیدنی‌های شهر بازگشت، هرچند از آن زمان تاکنون این رویداد مخفی نگه داشته شده‌است.